# Catupecu Machu
Catupecu Machu est un groupe argentin de rock, originaire de Villa Luro, à Buenos Aires. Formé en 1994 par les frères Fernando et Gabriel Ruiz Díaz, il se compose actuellement de Fernando Ruiz Díaz dans la voix, guitares et basse, Agustín Rocino à la batterie, Martín « Macabre » González aux claviers, à la basse et aux chœurs et Sebastián Cáceres à la basse et aux guitares.
Leur style musical tient du rock, de la pop et de l'innovation sonore,.

## Biographie

### Débuts
Le groupe est formé dans le quartier de Villa Luro, à Buenos Aires, en avril 1994. En ce qui concerne la signification du nom du groupe, Fernando Ruiz Díaz l'a imaginé plusieurs années avant son existence, se référant à un animal imaginaire,.
Le premier batteur du groupe, Javier Herrlein, accompagne les frères Ruiz Díaz lorsque le groupe était encore sans nom. Peu après, Marcelo Baraj est ajouté à la batterie et sa sœur, Mariana Baraj, se joint aux percussions. De cette manière, le groupe se compose des frères Ruiz Díaz et des frères et sœurs Baraj. Herrlein, cependant, continue à participer occasionnellement à quelques répétitions et à des représentations, jouant de l'accordéon. April Sosa, âgée seulement de 14 ans à cette période, remplace Marcelo Baraj en décembre 1995. Les frères Ruiz Díaz la connaissaient depuis l'âge de 12 ans. En raison de leur jeune âge, ils doivent convaincre leur mère de les laisser effectuer une tournée estivale sur la côte atlantique argentine.

## Membres

### Membres actuels
- Fernando Ruiz Díaz - chant, guitare, basse (depuis 1994)
- Agustín Rocino - batterie (depuis 2011)
- Martín « Macabre » González - claviers, basse, chœurs (depuis 2001)
- Sebastián Cáceres - basse, guitare (depuis 2007)

### Anciens membres
- Gabriel Ruiz Díaz - basse, guitare, chœurs (1994-2006)
- Abril Sosa - batterie (1995-2001), en 2002 membre fondateur de Cuentos Borgeanos
- Marcelo Baraj - batterie (1994-1995)
- Mariana Baraj - percussions (1994-1995)
- Gustavo Bilbao - claviers, guitare (2000-2001)
- Zeta Bosio - basse (2006-2007)
- Esteban « Pichu » Serniotti - guitare (2006-2007)
- Javier Herrlein - batterie, (1994, 2002-2011)

## Discographie

### Albums studio
- 1997 : Dale! (DBN)
- 2000 : Cuentos decapitados (EMI-Odeón Argentina)
- 2002 : Cuadros dentro de cuadros (EMI-Odeón Argentina)
- 2004 : El Número imperfecto (EMI-Odeón Argentina)
- 2007 : Laberintos entre aristas y dialectos (EMI-Odeón Argentina)
- 2009 : Simetría de Moebius (EMI-Odeón Argentina)
- 2011 : El Mezcal y la cobra (EMI-Odeón Argentina)

### Albums live
- 1998 : A morir!!! (DBN)
- 2014 : Madera microchip / Edición limitada

### Démos
- 2014 : El Grito después: Breviario de anomalías
- 2014 : El Grito después: Código genético

## Vidéographie
- 2000 : Y lo que quiero es que pises sin el suelo
- 2002 : Eso vive
- 2002 : Hechizos
- 2005 : A veces vuelvo
- 2008 : Íntimo e interactivo de Much Music
- 2011 : Aparecen cuando grabamos
- 2014 : El Grito después: La película
- 2014 : El Grito después: Escenarios